# Université du Burundi
Université du Burundi är ett universitet i Burundi. Det ligger i Burundis största stad Bujumbura.